# Tu Vej
Tu Vej (Du Wei) (egyszerűsített kínai: 杜威, pinjin, hangsúlyjelekkel: Dù Wēi; Lojang, 1982. február 9. – ) kínai válogatott labdarúgó.

## Pályafutása

### Klubcsapatokban
2002 és 2009 között a Sanghaj Senhua csapatában játszott. A 2005–06-os szezonban kölcsönben a skót Celtic együttesénél szerepelt, de nem lépett pályára egyetlen mérkőzésen sem. 2010 és 2012 között a Greentown FC játékosa volt. 2012-től 2015-ig a Santung Lüneng csapatát erősítette. 2015 és 2017 között a Hopej China Fortune labdarúgója volt. 2018-ban a Kujcsou Hengfeng Zicseng színeiben fejezte be a pályafutását.  

### A válogatottban
2001 és 2016 között 71 alkalommal játszott a kínai válogatottban és 4 gólt szerzett. Részt vett a 2007-es és a 2011-es Ázsia-kupán, illetve a 2002-es világbajnokságon, ahol a Brazília és a Törökország elleni csoportmérkőzésen kezdőként lépett pályára. A Costa Rica elleni találkozón nem kapott lehetőséget.

## Sikerei, díjai
Santung Lüneng
- Kínai kupagyőztes (1): 2014